# Luis de Molini Martínez

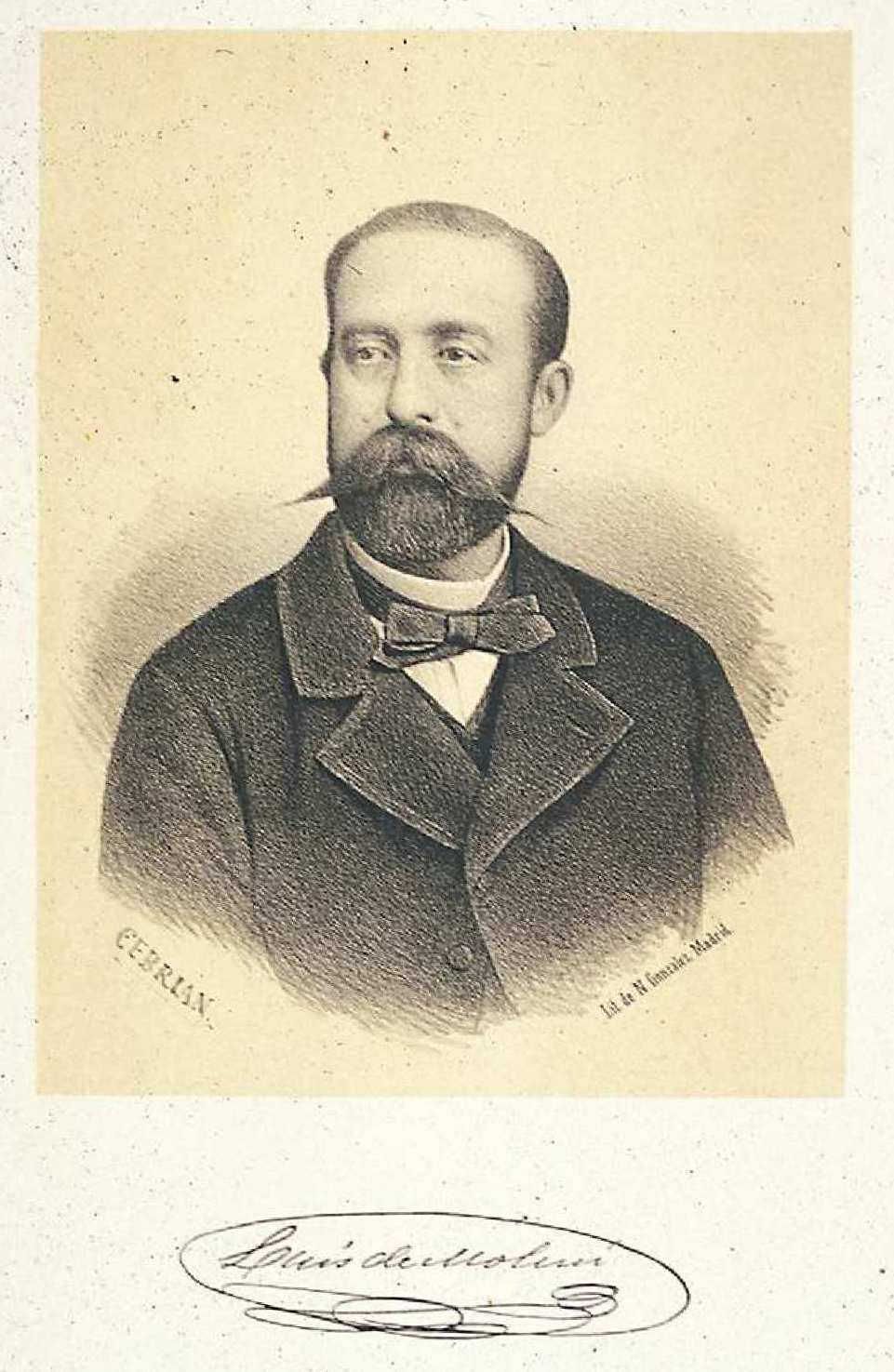
Luis de Molini y Martínez, litografía de José Cebrián García, Madrid, Lit. N. González. Facsímil del autógrafo. Biblioteca Nacional de España.

Luis de Molini Martínez (Requena, 30 de julio de 1822- ?) fue un político español. De ideas liberales, comenzó sus andaduras en el mundo de la política cuando militó en el Partido Progresista con el que en el año 1848 ocupó su primer cargo de responsabilidad como Concejal del Ayuntamiento de Requena, en el cual en 1851 logró convertirse en Alcalde.
Después de la Revolución de 1854 en España fue reelegido como alcalde y además pasó a ser diputado provincial y representante del municipio en la Junta Revolucionaria. También por ese tiempo fue comandante de la Milicia Nacional.
Durante los años siguientes se vinculó a los movimientos demócratas y progresistas, por lo que dimitió de todos los cargos cuando los moderados volvieron al poder en 1856. En 1863 se trasladó a Madrid donde participó en las revueltas de 1866 y 1867, por lo que fue encarcelado. 
Seguidamente, una vez triunfó la Revolución de 1868, fue nombrado gobernador civil de la Provincia de Sevilla y elegido diputado en representación del Partido Progresista por el distrito de Liria en las Elecciones generales de España de 1869, aunque un año más tarde renunció a su escaño y fue sustituido por el político valenciano José Pérez Guillén.
En las elecciones generales de España de 1871 fue nuevamente elegido como diputado pero esta vez por  el municipio de Albuñol (provincia de Granada) y por su municipio natal, Requena, en las elecciones generales de España de abril de 1872 y las elecciones de agosto de 1872.